# Церква Святого Великомученика Юрія Переможця (Бережанка)
Церква Святого Великомученика Юрія Переможця в Бережанці — парафія і храм Лановецького благочиння Тернопільської єпархії Православної церкви України в селі Бережанка Кременецького району Тернопільської области.
Оголошена пам'яткою архітектури місцевого значення (охоронний номер 1608).

## Історія церкви
Храм був споруджений у першій половині XVI століття на правому березі річки Жирак.
Раніше церква знаходилася на лівому березі, але була спалена татарами. На тому місці тепер стоїть капличка Святих Великомучеників Макавеїв.
Храм, який розташований на Свято-Юріївській горі, ніколи не був закритий. У 1920–1930 роках при ньому діяло товариство «Просвіта».

## Парохи
- о. Константан Дучинський,
- о. Терентій Мартинюк (1970—1980),
- о. Стефан Черняк,
- о. Федір Білокур,
- о. Вадим Вознюк (з 1986).